# Evolution (minialbum)
Evolution – drugi minialbum południowokoreańskiej grupy Infinite, wydany 6 stycznia 2011 roku przez wytwórnię Woollim Entertainment. Płytę promował singel „BTD (Before The Dawn)”. Sprzedał się w nakładzie 63 874 egzemplarzy w Korei Południowej.

## Lista utworów
| Nr | Tytuł                                                                  | Słowa         | Muzyka                                   | Czas |
| -- | ---------------------------------------------------------------------- | ------------- | ---------------------------------------- | ---- |
| 1. | "Evolution" (Intro)                                                    |               | J.Yoon                                   | 1:00 |
| 2. | "BTD (Before the Dawn)"                                                | Song Soo-yoon | Han Jae-ho, Kim Seung-soo, Ahn Joon-sung | 3:03 |
| 3. | "Can U Smile"                                                          | Song Soo-yoon | Han Jae-ho, Kim Seung-soo                | 3:14 |
| 4. | "Hysterie"                                                             | Song Soo-yoon | G-High, Lee Joo-hyung                    | 3:00 |
| 5. | "Maeumeuro (Voice of My Heart)" (kor. 마음으로... (Voice of My Heart)) | J.Yoon        | J.Yoon                                   | 4:28 |
| 6. | "Molla" (kor. 몰라, ang. I Don't Know)                                 | Song Soo-yoon | Yue                                      | 2:58 |

## Notowania
| Lista                          | Pozycja |
| ------------------------------ | ------- |
| Gaon Weekly Album Chart        | 3       |
| Gaon Yearly Album Chart (2011) | 55      |